# スズキ・メソード
スズキ・メソード（英語: Suzuki method）は、公益社団法人才能教育研究会（さいのうきょういくけんきゅうかい、英語: Talent Education Research Institute）が普及推進している活動で、音楽を通じて心豊かな人間を育てることを目的とする教育法の一つ。20世紀の日本のヴァイオリニスト鈴木鎮一によって創始され、日本、アメリカなどで教育活動が展開されている。主な活動は音楽教育であるが、それが本来の目的ではなく、音楽によって子供の心を豊かにし、自信をつけることにあるとしている。

## 理念
「どの子も育つ、育て方ひとつ」

## 歴史

### 日本での成立
1932年（昭和7年）、帝国音楽学校のヴァイオリン教授であった鈴木鎮一の下に、当時4歳の江藤俊哉が父親に連れられてきた。同様の早期教育を望む親子が次々と現れる中で、鈴木は母国語と同じように耳から音楽を教える母語教育法を確立していく。
戦災と疎開を経て、鈴木は1946年（昭和21年）に長野県松本市に松本音楽院を開設。あわせて全国幼児教育同志会を発足させるが、2年後の1948年（昭和23年）に才能教育研究会と改称し、さらに1950年（昭和25年）に文部省（現文部科学省）より「社団法人 才能教育研究会」として認可され、今日に至るスズキ・メソード普及の主体となった。鈴木鎮一は会長としてこれを率い、井深大が名誉会長としてこれを支援した。
鈴木鎮一の没後は、2000年から豊田耕兒が第2代会長を務め、2008年から中嶋嶺雄、中嶋の急逝に伴い2013年から鎮一の姪である鈴木裕子が、2016年からは早野龍五が会長に就いている。
2022年7月より、新しいロゴマークに変更された。

### 海外への展開
1964年（昭和39年）以来、鈴木は毎年10人、5歳から13歳くらいまでの生徒を海外演奏旅行に連れて行った。これは「テン・チルドレン・ツアー」と呼ばれ、1994年（平成6年）まで30年間にわたり、20ヵ国384都市で483回にわたるコンサートを行なっている。なお、最初の「テン・チルドレン」には、後述する大谷康子や早野龍五が含まれていた。
アメリカでは、1975年（昭和50年）ハワイ州で第1回世界大会を開催。さらに1978年（昭和53年）、鈴木は日米親善コンサートのため100名の児童を率いて渡米。アメリカ側の100名の児童も加わってケネディ・センターで行われたコンサートには、娘エイミーをスズキの教室に通わせるジミー・カーター大統領夫妻も臨席した。
これらの活動によってスズキ・メソードは広く普及し、アメリカ各地で公教育にも取り入れられた。1999年（平成11年）の映画『ミュージック・オブ・ハート』でメリル・ストリープ演じる主人公のヴァイオリン教師が用いたのもスズキ・メソードである。2011年（平成23年）現在では日本の生徒数をはるかに凌ぐ30万人が学んでいる。
ヴェネズエラでは、鈴木初期の門人である小林武史が1971年（昭和46年）に招かれ、スズキ・メソードに基づく教授法を伝えたことで、同国の文化政策エル・システマ成立に大きな役割を果たした。

## スズキ・メソード音楽教室
今日、日本のスズキ・メソード音楽教室には、ヴァイオリン科・チェロ科・フルート科・ピアノ科がある。ヴァイオリン科が最も歴史が長く、最も生徒数が多い。
生徒数は才能教育研究会の公表によれば世界中に40万人強、日本国内では1万人弱で小学生以下が大半を占める。長野県に本部があり、日本全国に大きな支部が15、小さな支部が相当数ある。

### 卒業制度
スズキ・メソードには生徒の明確な目標を定めるために『卒業制度』というものがある。
教室のレッスンは、基本的にスズキ・メソード発行の教本を順に習っていくが、教本の各巻はスズキ・メソードが設ける「科」とほぼ対応している（上級になると教本を使わず市販の楽譜を用いる場合もある）。生徒は各科の課題曲として決められた曲目をかつてはテープやMD、現在はCDなどに録音し、長野県の才能教育研究会本部に送って採点を受ける。録音の機会は1年に1回、秋ごろである。合格すると卒業証書が送られてくる。
ただし、録音をせずに次の練習曲に進むことも出来る。どの科にも共通だが、1つの科を何年もかけて卒業する生徒もいれば、1年のうちに複数の科を卒業してしまう生徒もいる。これはそれぞれの生徒の進度に合わせる。
なお、ヴァイオリン科の「才能教育課程」はもとは「研究科一期」という名前で、この過程の卒業者は「研卒」とも呼ばれていたが、会長が豊田耕兒になってからテクニックなどあらゆる面で一つの区切りとなる過程として名称が変更された。

#### 卒業曲
ヴァイオリン科
- 前期初等科:ゴセック、ガヴォット
- 初等科:J. S. バッハ、ブーレ
- 前期中等科:ヴィヴァルディ、ヴァイオリン協奏曲イ短調、第1楽章
- 中等科:ヴィヴァルディ、ヴァイオリン協奏曲ト短調、第1楽章
- 前期高等科:コレッリ、ラ・フォリア
- 高等科:J. S. バッハ、ヴァイオリン協奏曲第1番
- 才能教育課程:モーツァルト、ヴァイオリン協奏曲第4番ニ長調 ／ ヴァイオリン協奏曲第5番イ長調
- 研究科A:モーツァルト（クライスラー編曲）、ロンド ／ パラディス、シチリアーノ
- 研究科B:ヴィターリ、シャコンヌ
- 研究科C:メンデルスゾーン、ヴァイオリン協奏曲ホ短調

#### 進路
全課程（あるいは才能教育課程）を修了した者は、国際スズキ・メソード音楽院へ進んでスズキ・メソード指導者となる、あるいはより専門性の高い音楽教育を受けて職業音楽家になるなどのキャリアを選択するが、早期教育によって涵養された能力を音楽以外の分野で開花させる者も多く、鈴木鎮一はむしろそれをスズキ・メソードの誇りとした。
なお、鈴木鎮一は現在の国立音楽大学で教鞭を取ったものの、斎藤秀雄とドイツ留学時代以来の友人であり、スズキ・メソード確立のきっかけとなった門人江藤俊哉が後に桐朋学園大学前学長となり、また現学長の堤剛が鈴木のチェロ指導曲集に模範演奏を寄せているように、桐朋学園大学との関係が深い。後述する出身者に散見されるように、スズキ・メソードで始めた者が、職業音楽家を志して「弦の桐朋」へ進むケースも珍しくない。

### 行事

#### 夏期学校
毎年7月末から8月初めにかけて、長野県松本文化会館をメイン会場に一週間ほど開催される。朝早くからの各曲目に分かれてのグループレッスンや、夕方から夜にかけてのコンサートなどが行われる。全国の会員の社交場にもなっている。鈴木鎮一が亡くなった1998年（平成10年）には『鈴木先生をしのぶコンサート』が行われた。

#### グランドコンサート
かつては毎年3月下旬に全国から東京へ生徒を集めて一大コンサートを行うのが恒例であった。
第1回は1955年（昭和30年）に全国大会として東京体育館で開催され皇太子明仁親王・皇太子妃美智子（現在の上皇明仁・上皇后美智子）、高松宮宣仁親王・同妃、秩父宮妃らの臨席する中、約1200人の生徒が演奏を披露した。第2回は翌年名古屋の金山体育館で開催され、以後も東京・横浜・名古屋など場所を移しつつ毎年開催された。
1966年（昭和41年）第12回からは日本武道館で開催されるようになり、1992年（平成4年）第38回からはグランドコンサートと名を変え、鈴木鎮一の没後も2004年（平成16年）第50回までは毎年開催されていた。その後数年おきの開催となり、2007年（平成19年）に第51回、2009年（平成21年）に第52回を開催。2011年（平成23年）には第53回を開催するため準備を進めていたが、直前に東日本大震災が発生したため急遽中止となった。
2018年（平成30年）4月4日、9年ぶりとなる第53回グランドコンサートが両国国技館で開催され、明仁天皇・美智子皇后・高円宮妃久子の臨席する中、各科約2500人の生徒が演奏を披露。さらにエル・システマジャパンの指導する福島県相馬市・岩手県大槌町の子どもオーケストラが共演した。

##### プログラム
2004年の例
1. ヴァイオリン（オーケストラ伴奏）
  1. メンデルスゾーン、協奏曲ホ短調、作品46、第3楽章
2. フルート
  1. チャイコフスキー、『くるみ割り人形』より「葦笛の踊り」
  2. ドリゴ、セレナーデ
  3. メンデルスゾーン、「歌の翼に」
  4. ギス、アマリリス
3. 箏
  1. 正統邦楽会の皆様による祝賀演奏
  2. 唯是震一、わらべ歌
  3. 羽根つき・提灯行列・アイヌの子の踊り
4. チェロ
  1. フォーレ、エレジー
  2. サン＝サーンス、『動物の謝肉祭』より「白鳥」
  3. ウェブスター、スケルツォ
  4. パガニーニ、『妖精の踊り』より「主題」
  5. パーセル、リゴードン
  6. フランス民謡、むすんでひらいて
5. ピアノ
  1. モーツァルト、ロンド
  2. J. S. バッハ、ガヴォット
  3. クレメンティ、ソナチネ作品36の3、第1楽章
6. オーケストラ　合唱付き（指揮　大賀典雄 / ソニー名誉会長）
  1. ヘンデル、ハレルヤ・コーラス オラトリオ 『メサイア』より
7. ヴァイオリン
  1. ヴィヴァルディ、2つのヴァイオリンのための協奏曲、作品3の8 イ短調 第1楽章
  2. フィオッコ、アレグロ
  3. ウェーバー、カントリーダンス
  4. ヴィヴァルディ、協奏曲 イ短調 第1楽章
  5. ドヴォルザーク、ユーモレスク
8. 全科による合奏
  1. トマ、『ミニヨン』よりガヴォット
  2. ウェーバー、狩人の合唱
  3. ヘンデル、オラトリオ『ユダス・マカベウス』より合唱
  4. J. S. バッハ、メヌエット第二番
  5. 鈴木鎮一、楽しい朝・アレグロ
  6. 外国民謡、こぎつね・ちょうちょう
  7. 鈴木鎮一、きらきら星変奏曲

最後の鈴木鎮一作曲『きらきら星変奏曲』は、スズキ・メソード音楽教室のどの科でもレッスンで最初に習う、特別な意味を持った曲であり、全国大会でも唯一参加者全員が演奏する。

## スズキ・メソードが育んだ人々

### 鈴木鎮一に師事した者（時期順）
- 江藤俊哉 - ヴァイオリニスト、カーティス音楽学校元教授、桐朋学園大学前学長、「才能教育第1号」
- 諏訪根自子 - ヴァイオリニスト、里見弴の小説『荊棘の冠』のモデル
- 豊田耕兒 - ヴァイオリニスト、ベルリン国立芸術大学元教授、才能教育研究会第2代会長、現芸術監督、国際スズキ・メソード音楽院校長および教授
- 中嶋嶺雄 - 政治学者、国際教養大学元理事長・元学長、才能教育研究会第3代会長
- 小林武史 - ヴァイオリニスト、東京交響楽団および読売日本交響楽団元コンサートマスター、桐朋学園大学元教授、エル・システマへの貢献
- 小林健次 - ヴァイオリニスト、オクラホマシティー交響楽団および東京都交響楽団元コンサートマスター、桐朋学園大学元教授
- 有松洋子 - ヴァイオリニスト
- 篠崎永育 - 篠崎バイオリンスクール主催、NHK交響楽団コンサートマスター篠崎史紀の父
- 鈴木秀太郎 - ヴァイオリニスト、ケベック交響楽団およびインディアナポリス交響楽団コンサートマスター、ケベック州立音楽院、ラバール大学、バトラー大学元教授
- 浦川宜也 - ヴァイオリニスト、東京芸術大学元教授
- 眞峯紀一郎 - ヴァイオリニスト、元バイロイト祝祭管弦楽団
- 志田とみ子 - ヴァイオリニスト、ミュンヘン国際音楽コンクール第2位（1位なし、日本人初）
- 西崎崇子 - ヴァイオリニスト、ジュリアードコンチェルトコンクール第1位
- 早野龍五 - 物理学者、東京大学大学院理学系研究科元教授（退官後名誉教授）、才能教育研究会現会長（第5代）
- 石川静 - ヴァイオリニスト、第6回ヴィエニアフスキ国際ヴァイオリン・コンクール第2位、エリザベト音楽大学客員教授
- 沼田園子 - ヴァイオリニスト、第29回パガニーニ国際コンクール第3位
- 高橋利夫 - フルーティスト、国際スズキ・メソード音楽院副校長および教授

### その他の主な出身者（50音順）
- 東誠三 - ピアニスト、東京芸術大学教授、国際スズキ・メソード音楽院教授、ポッツォーリ国際コンクール第1位、ヴィオッティ・ヴァルセジア国際コンクール第1位、ピアノ科出身、片岡ハルコに師事
- 上野達弘 - 法学者、立教大学法学部教授、チェロ科出身
- 梅津美葉 - ヴァイオリニスト、洗足学園音楽大学講師、ヴァイオリン科出身、江藤俊哉に師事
- 江口有香 - ヴァイオリニスト、日本フィルハーモニー交響楽団コンサートミストレス、ヴァイオリン科出身
- 江澤聖子 - ピアニスト、国立音楽大学准教授、第59回日本音楽コンクール第1位、カントゥ国際ピアノコンクール第1位、ピアノ科出身
- 大谷康子 - ヴァイオリニスト、東京交響楽団コンサートミストレス、ヴァイオリン科出身、西崎信二に師事
- 岡崎慶輔 - ヴァイオリニスト、第54回ミュンヘン国際音楽コンクール第1位、ヴァイオリン科出身
- 岡田伸夫 - ヴィオリスト、洗足学園音楽大学客員教授、ヴァイオリン科出身、船橋孝昌に師事
- 奥村愛 - ヴァイオリニスト、父でありアムステルダム・コンセルトヘボウ管弦楽団の元ヴァイオリン奏者、ヴィオリストの奥村和雄に師事
- 金森圭司 - 医師、元NHK交響楽団ヴァイオリニスト、広尾かなもりクリニック院長、全日本医科管弦楽団常任指揮者
- 加野景子 - ヴァイオリニスト、第4回日本国際音楽コンクール第3位ほか受賞歴多数、ヴァイオリン科出身
- 壁瀬宥雅 - 僧侶、真言宗醍醐派総本山醍醐寺座主、ヴァイオリン科、チェロ科出身
- 川本嘉子 - ヴィオリスト
- 木村眞一 - 弁護士、高橋法律税務事務所代表、スズキ・メソードOB・OG会会長、ヴァイオリン科出身、船橋孝昌に師事
- 小林美恵 - ヴァイオリニスト、ロン＝ティボー国際コンクール第1位（日本人初）、大内実名子、高杉忠一、小林武史に師事
- 小森俊明 - 作曲家、ピアニスト、日本交響楽振興財団作曲賞奨励賞、ピアノ科出身
- 坂井素思 - 社会経済学者、放送大学名誉教授、才能教育幼児学園出身
- 斉藤雪乃 - タレント、ピアノ科出身
- さだまさし - シンガーソングライター、タレント、小説家、ヴァイオリン科出身
- 佐藤康光 - 将棋棋士九段、永世棋聖、日本将棋連盟会長、ヴァイオリン科出身
- 佐藤美代子 - ヴァイオリニスト、9才より船橋孝昌に師事。1964年パリ国立高等音楽院を首席で卒業。元フェリス女学院大学音楽部教授
- 高田あずみ - ヴァイオリニスト、第41回ジュネーヴ国際音楽コンクール第2位（1位なし）、ヴァイオリン科出身
- 高松亜衣 - ヴァイオリニスト、第69回全日本学生音楽コンクール高校の部名古屋大会第1位、全国大会第3位。第26回ブルクハルト国際音楽コンクール第1位、ヴァイオリン科出身
- 竹澤恭子 - ヴァイオリニスト、第51回日本音楽コンクール第1位、第2回インディアナポリス国際コンクール第1位、ヴァイオリン科出身、山村晶一・小林健次に師事
- 田中正也 - ピアニスト、第21回カントゥ国際ピアノコンクール第1位、ピアノ科出身
- 田中康夫 - 小説家、元長野県知事、衆議院議員、ヴァイオリン科出身
- 長井鞠子 - 同時通訳者、サイマル・インターナショナル社顧問、ヴァイオリン科出身、中塚久に師事
- 葉加瀬太郎 - ヴァイオリニスト、音楽プロデューサー、ヴァイオリン科出身
- 長谷部一郎 - チェリスト、 第64回日本音楽コンクールチェロ部門第1位、東京都交響楽団チェロ副主席奏者、チェロ科出身
- 林峰雄 - チェリスト、第5回ベオグラード国際青年音楽コンクール第1位、国際スズキ・メソード音楽院教授、チェロ科出身
- 久石譲 - 作曲家、国立音楽大学招聘教授、日本アカデミー賞 最優秀音楽賞を通算7回受賞（史上最多）、ヴァイオリン科出身
- 広瀬悦子 - ピアニスト、第9回パガニーニ国際コンクール第2位、ピアノ科出身
- 松田理奈 - ヴァイオリニスト、第73回日本音楽コンクール第1位、ヴァイオリン科出身、小林庸男に師事
- 松波恵子 - チェリスト、新日本フィルハーモニー交響楽団元首席チェリスト、チェロ科出身
- 松本蘭 - ヴァイオリニスト、2009年度ミス日本「ミス着物」受賞、ヴァイオリン科出身
- 三浦章広 - ヴァイオリニスト、新星日本交響楽団および東京フィルハーモニー交響楽団首席コンサートマスター、第25回ティボール・ヴァルガ国際コンクール第2位（1位なし）、ヴァイオリン科出身、中嶋美子に師事
- 三浦文彰 - ヴァイオリニスト、ハノーファー国際コンクール第1位（史上最年少）、ヴァイオリン科出身、父章広・安田廣務に師事
- 水野紗希 - ヴァイオリニスト「高嶋ちさ子12人のヴァイオリニスト」の元メンバー　ヴァイオリン科出身
- 水野佐知香 - ヴァイオリニスト、洗足学園音楽大学教授、第44回日本音楽コンクール第1位、ヴァイオリン科出身
- 宮台真司 - 社会学者、首都大学東京教授、ヴァイオリン科出身、中嶋嶺雄に師事
- 宮田大 - チェリスト、第74回日本音楽コンクール第1位、第9回ロストロポーヴィチ・チェロコンクール第1位（日本人初）、チェロ科出身、父豊に師事
- 宮前丈明 - フルーティスト、元横浜国立大学医学部助教、フルート科出身、高橋利夫に師事
- 村中麻里子 - チェリスト、Vanilla Moodリーダー、ヴァイオリン科、チェロ科、ピアノ科出身
- 山田晃子 - ヴァイオリニスト、ロン＝ティボー国際コンクール第1位（史上最年少）、ヴァイオリン科出身、母玲子に師事
- 渡辺玲子 - ヴァイオリニスト、第33回パガニーニ国際コンクール第2位（1位なし）、ヴァイオリン科出身、松井宏中に師事

### 海外のスズキ・メソード経験者（アルファベット順）
- アン・アキコ・マイヤース（Anne Akiko Meyers）- アメリカ出身のヴァイオリニスト。母は日本人画家。Shirley Helmickに師事
- アラベラ・シュタインバッハー（Arabella Miho Steinbacher）- ドイツ出身のヴァイオリニスト。母は日本人
- ブライアン・ルイス (Brian Lewis) - ヴァイオリニスト、テキサス大学ヴァイオリン科教授、Eleanor Allenに師事
- ヒラリー・ハーン (Hilary Hahn) - ヴァイオリニスト、2003年、2009年、2015年に通算3回グラミー賞受賞、Klara Berkovichに師事
- ジョシュア・ベル (Joshua Bell) - ヴァイオリニスト、2001年、2002年に通算3回グラミー賞を、2007年にエイヴリー・フィッシャー賞を受賞
- ユリア・フィッシャー (Julia Fischer) - ヴァイオリニスト、ピアニスト、第7回ユーディ・メニューイン国際コンクール第1位、Helge Thelenに師事
- リーラ・ジョセフォウィッツ (Leila Bronia Josefowicz) - カナダ出身のヴァイオリニスト
- マッズ・トーリング (Mads Tolling) - デンマーク出身のヴァイオリニスト。2006年および2008年に通算2回グラミー賞受賞
- ニコラ・ベネデッティ (Nicola Benedetti) - スコットランド出身のヴァイオリニスト。2004年BBCヤング・ミュージシャン・オブ・ザ・イヤーを受賞
- レイ・チェン (Ray Chen) - オーストラリア出身のヴァイオリニスト。2009年エリザベート王妃国際音楽コンクール最年少出場で優勝
- サラ・チャン (Sarah Chang) - アメリカ出身のヴァイオリニスト。1993年にグラモフォン・マガジン賞、1994年には国際クラシック音楽賞、1999年にエイヴリー・フィッシャー賞を受賞
- ステファン・ジャッキーヴ (Stefan Jackiw) - アメリカ出身のヴァイオリニスト、祖父はピ・チョンドゥク（皮千得）
- 曾宇謙 (ユーチン・ツェン) - 台湾出身のヴァイオリニスト。林柏山に師事。2012年エリザベート王妃国際音楽コンクール5位、2015年チャイコフスキー国際コンクール2位（1位該当無し）
- ヴァネッサ・メイ (Vanessa-Mae) - シンガポール出身のヴァイオリニスト
- ヨーヨー・マ (Yo-Yo Ma) - 世界的チェリスト。1978年にエイヴリー・フィッシャー賞、1985年から2017年にかけて通算20回グラミー賞を受賞

## 独自の練習法など

### パンダ
スズキ•メソードでは、ヴァイオリン奏法におけるボウイングテクニックの一つである指弓のことを「パンダ」と呼称する。命名者は鈴木鎮一である。

### 逆さ弓
弓を上下逆に、先の方を持って演奏する練習方法。
弓の吸い付きが良くなる効果がある。これも考案者は鈴木鎮一である。

### 一茶の俳句暗唱
信濃国出身の俳人、小林一茶の俳句から百句憶えて暗唱する。上の句が詠まれた後に続き、下の句を一斉に唱和する。

### 斉奏
協奏曲のソロパートを大勢で合奏する。代表的なものはヴィヴァルディの協奏曲 イ短調 第1楽章。圧巻はメンデルスゾーンの協奏曲 ホ短調 第3楽章であり、グランドコンサート等で演奏されることが多い。

### 宝くじコンサート
新しい曲に進むにつれ、以前に習った曲が下手になってしまうことを防ぐために、時折、以前に習った曲の中からくじ引きでランダムに演奏して常に技量を維持する方法。